# Menily
Menily (Menil, Man-el, Menilly), Menily je božica mjeseca kod kalifornijskih Indijanaca Cahuilla, koja je podučavala ljude umijeću civilizacije prije nego što ju je otjerao Mukat. Na engleskom je često nazivaju Mjesečeva djeva.